# 裏白峠
裏白峠（うらじろとうげ）は、滋賀県甲賀市と京都府宇治田原町の間にある峠。標高380m。

## 概要
国道307号の旧道であり、急勾配・ 急カーブが連続する交通の難所のため早期の改良が望まれていたが、茶屋トンネル（L＝390m）を含む約2kmバイパス道路の開通により、交通ネック区間が解消された。
峠名の由来は、近江は山城から見て裏側にあり、山城の裏だから「裏白」と呼ばれたといわれている。山城側からは「山城名勝志」によると越田越と呼称している。
京都に遷都されてから、伊勢への参詣路となり、近代には茶の流通路として使われた。
徳川家康が伊賀越えをする際に、奥山田から裏白峠を通って朝宮・小川を経由して伊賀へ向かったとされる。
正保国絵図の作成時や延宝検地の際、近江と山城両国で国境を争った結果、裏白峠を境としており、1678年（延宝6年）に幕府の裁許を受けている。

## 沿革
- 1954年（昭和29年）1月20日 - 裏白峠の区間が主要地方道枚方水口線に指定される[5]。
- 1970年（昭和45年）4月1日 - 枚方水口線を国道307号に指定。
- 2000年（平成12年）12月20日 - 裏白バイパスの部分供用開始により、旧道となる[6]。